# Lenteja pardina

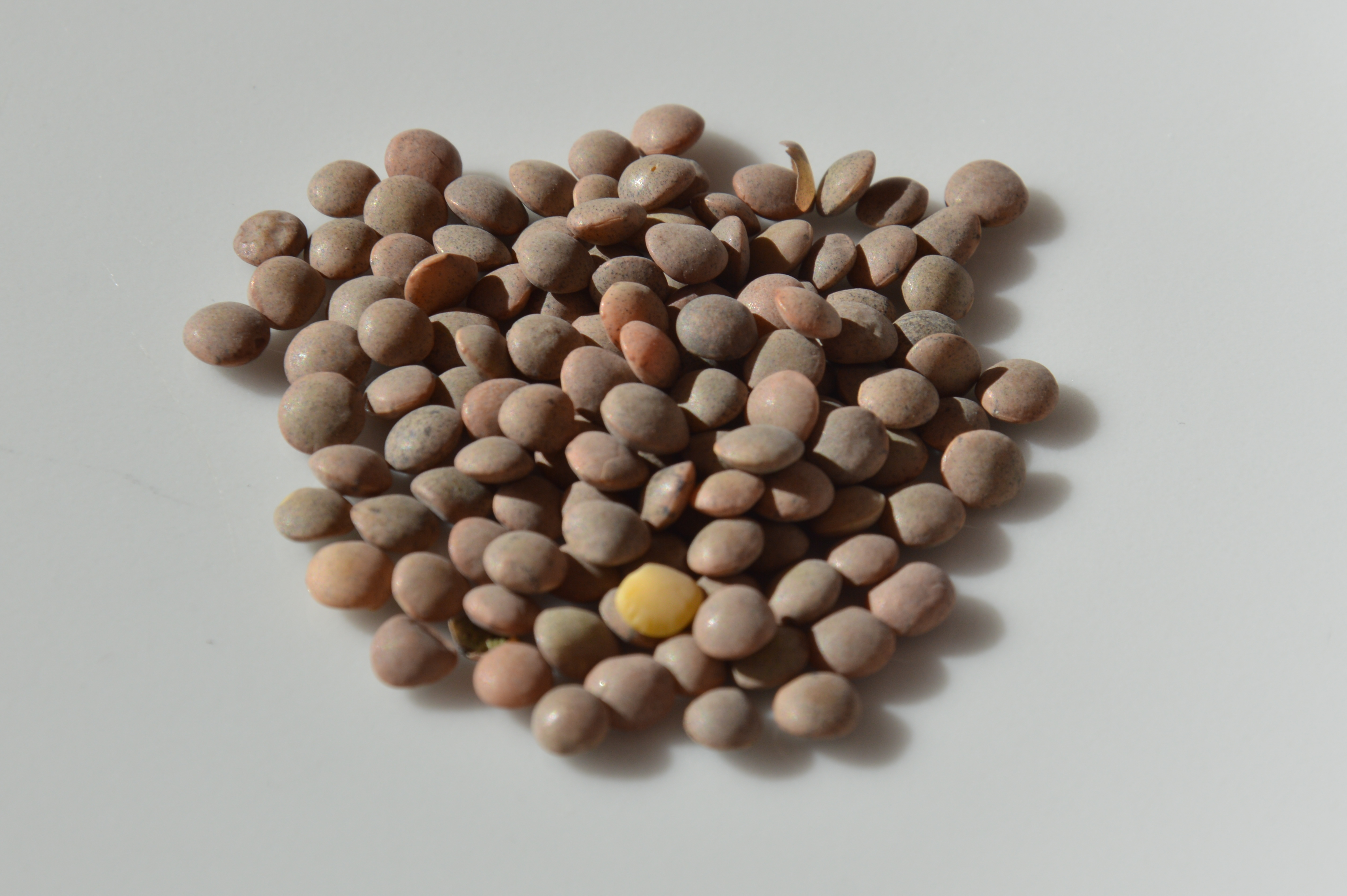
Lenteja pardina. Su color pardo (marrón) es identificador de su tipología.

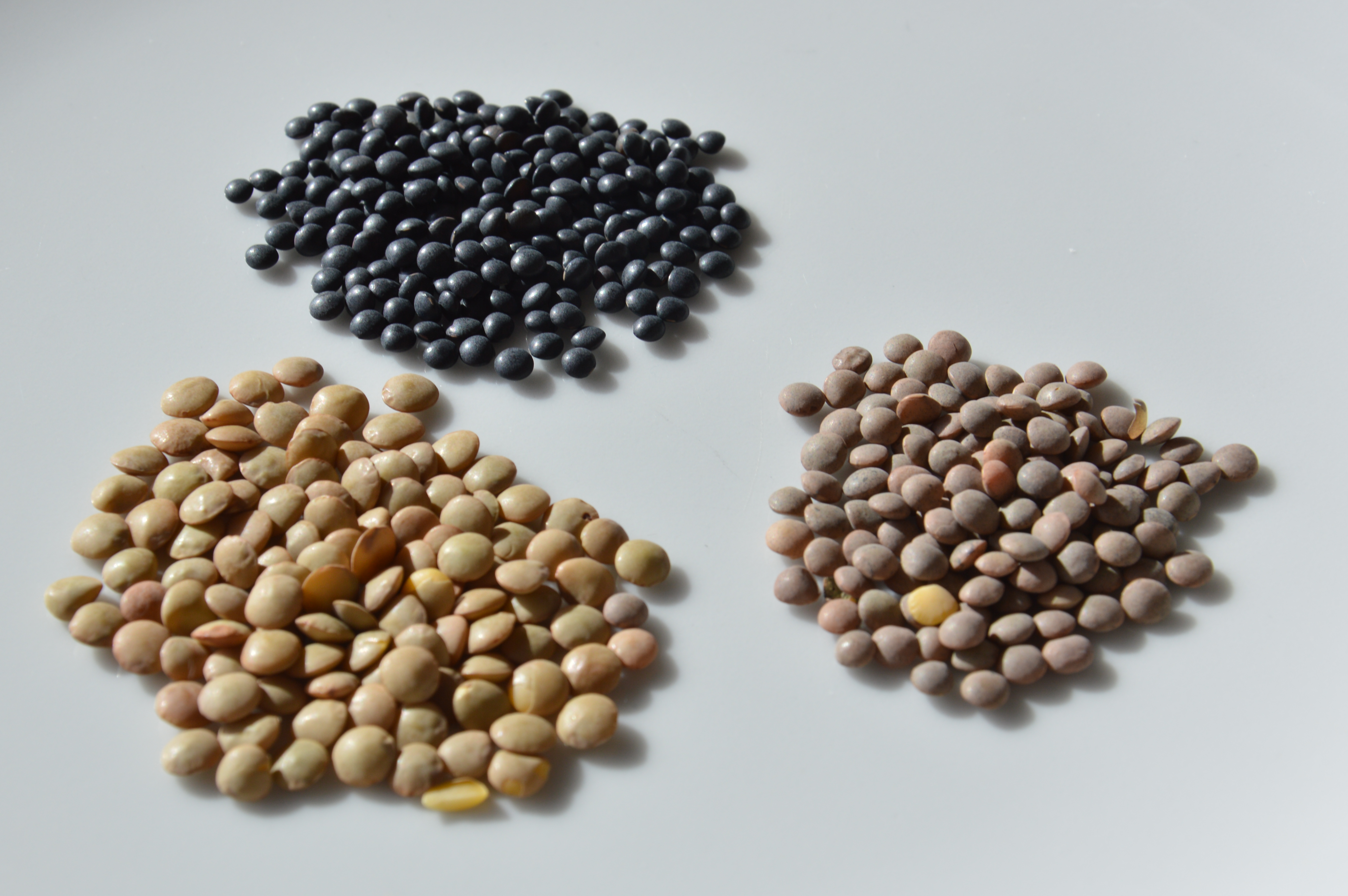
Esta combinación de tipos de lentejas va desde el Beluga (negra), la pardina (derecha) y la castellana (grande y aplanada a la izquierda)

La lenteja pardina (conocida también como lenteja franciscana) es una legumbre (Lens culinaris variante Variabilis) empleada en la gastronomía de algunos países. Suele desecarse desde su recolección con el objeto de su conservación durante periodo de varios meses. Generalmente se suele encontrar seca, pero igualmente envasada. Su pequeño tamaño la hace ideal en la preparación de sopas. Se suele comercializar también, ya cocida, envasada en tarros de cristal.

## Características
Se denomina pardina por tener una piel de color pardo, que no se desprende durante la cocción. Se trata de una legumbre apropiada para utilizarse en diversos cocidos y sopas. El diámetro de la lenteja suele oscilar entre los 3,5 y 4,5 mm. Su pequeño tamaño hace que no sea necesario un largo periodo de remojo antes de cocinarse.

## Producción
En el norte de España se producen algunas variantes de la lenteja pardina debido a su color marrón, en contraposición a la lenteja verdina. La pardina, junto a la verdina y castellana, es una las tres variedades de lenteja con producción más extendida en Castilla y León. En Tierra de Campos se cultiva en el área que comprende zonas de las provincias de Palencia, Valladolid, Zamora y León. Esta producción posee un Consejo Regulador encargado de garantizar la trazabilidad y la calidad de la Lenteja de Tierra de Campos. Sobre todo en lo que respecta a las normas en la siembra, el abonado, la cosecha, el almacenamiento. la Lenteja Pardina de Tierra de Campos la que empezó a operar con el sello de calidad “I.G.P.”.
En la provincia de Salamanca, en la Armuña, se produce en cierta cantidad, generalmente conocida como rubia de la Armuña.

## Usos
La lenteja pardina se suele emplear en platos como las lentejas con chorizo, a veces en ensaladas. Generalmente se pone a remojo durante unos minutos, aunque debido a su tamaño no necesita tiempo de remojo para su posterior cocción. 